# Disk on module
Pour les articles homonymes, voir DOM.

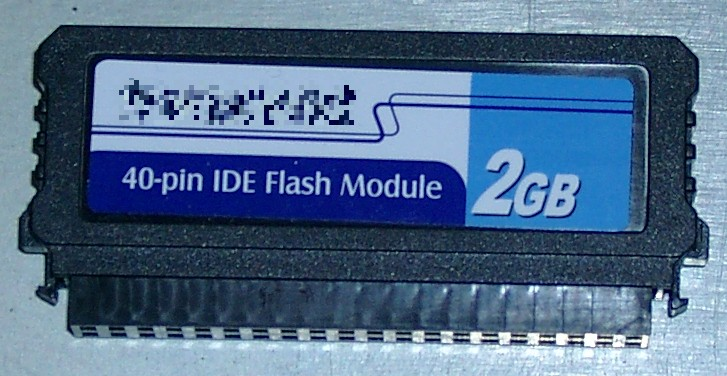
Disk On Module

Un disk on module (DOM) est une mémoire flash avec une interface IDE 40/44 pins ou une interface SATA pour être utilisée à la place d'un disque dur. Le DOM est géré comme un disque dur, et donc il peut être utilisé sans autres logiciels ou pilotes. Ils sont beaucoup utilisés dans l'informatique embarquée où ils sont utilisés dans des environnements très hostiles (vibrations, températures faibles ou élevées) dans ces conditions, un disque dur serait vite hors-service. Les 'DOM' sont utilisés dans les Clients légers de par leur faible taille, leur faible consommation électrique, et leur silence.
Les DOM sont très fiables de par leur absence de pièces en mouvement comme dans un disque dur, mais Il est impossible de récupérer des données depuis un DOM hors-service.
Les capacités de DOM vont de 32 Mio à 16 Gio.